# Fängkalven
Fängkalven är en sjö i Varbergs kommun i Västergötland och ingår i Viskans huvudavrinningsområde. Sjön är 8 meter djup, har en yta på 0,05 kvadratkilometer och är belägen 129,1 meter över havet. Vid provfiske har abborre och gädda fångats i sjön.